# 伊藤宗一郎
伊藤宗一郎（1924年3月21日—2001年9月4日），日本政治人物。曾擔任十三屆的眾議員、以及科學技術廳長官、防衛廳長官、衆議院議長等職務。

## 外部連結
- 渡部恒三による追悼演説 第153回国会 本会議 第6号 2001年10月11日

| 議會席位            | 議會席位                                         | 議會席位        |
| ------------------- | ------------------------------------------------ | --------------- |
| 前任： 土井多賀子   | 衆議院議長 第69代：1996年 - 2000年               | 繼任： 綿貫民輔 |
| 前任： 地崎宇三郎   | 衆議院遞信委員長 1976年                          | 繼任： 八百板正 |
| 官衔                |                                                  |                 |
| 前任： 三ッ林弥太郎 | 科學技術廳長官 第41代：1987年 - 1988年           | 繼任： 宮崎茂一 |
| 前任： 三ッ林弥太郎 | 総理府原子力委員会委員長 第41代：1987年 - 1988年 | 繼任： 宮崎茂一 |
| 前任： 大村襄治     | 防衛廳長官 第40代：1981年 - 1982年               | 繼任： 谷川和穂 |